# U.S. Route 13
U.S. Route 13 (också kallad U.S. Highway 13 eller med förkortningen  US 13) är en amerikansk landsväg. Den går ifrån Fayetteville North Carolina i söder till Wilmington Delaware i norr och sträcker sig 847 km. Vägen passerar igenom de större städerna Bensalem, Philadelphia, Chester, Marcus Hook, Wilmington, Dover, Seaford, Salisbury, Pocomoke City, Virginia Beach, Norfolk, Suffolk och Greenville.
En noterbar företeelse på denna väg är Chesapeake Bay Bridge-Tunnel, som är 37 km lång.